# Дутчак Христина Ігорівна
Христина Ігорівна Дутчак (нар. 22 серпня 1998, Калуш, Україна) — українська співачка, акторка, блогерка. Учасниця шоу «Голос.Діти» та «Голос країни» (2017); Національного відбору на Дитяче Євробачення (2011); вокального гурту «Ladies` TRIO» (від 2015).

## Життєпис
Захоплюється музикою розпочалось ще з дитинства.
Закінчила вокальну студію «Ліра» (2016), Інститут гуманітарних та соціальних наук Національного університету «Львівська політехніка» (2019).

### Захоплення
Пише вірші, любить малювати і веде відеоблог на «Ютубі» «OK studio».

## Творчість
З 2013 по 2015 рік була вокалісткою калуського метал-гурту «РізаК».
У 2016 році виконала пісню «Hurricane» разом з «The Hardkiss» на фінальному концерті гурту, який відбувся вчора у Львові.
У 2019 році із Андрієм Чебановим записала кавер на пісню виконавиці Біллі Айліш.
У 2020 році разом із Віталієм Довгополим записала кавер на пісню «Let me down slowly» виконавця Alec Benjamin.

### Ролі в кіно
- 2014 — Казка гірських вітрів — Повітруля (головна роль)[6].

## Відзнаки
- гран-прі фестивалю мистецтв Пісенний спас імені Володимира Шинкарука (2019)[10][11].